# Municipio Bejucal de Ocampo
Koordinaten: 15° 27′ 0″ N, 92° 10′ 0″ W
Bejucal de Ocampo ist ein Municipio im Süden des mexikanischen Bundesstaats Chiapas. Das Municipio liegt in der Sierra Madre de Chiapas. Das Municipio hat etwa 7.600 Einwohner und ist 79 km² groß. Verwaltungssitz ist das gleichnamige Bejucal de Ocampo, größter Ort des Municipios hingegen Ojo de Agua Centro.
Der Name Bejucal kommt aus dem Nahuatl und bedeutet ‚Überschuss an Lianen‘. Der Beiname Ocampo ist dem mexikanischen Politiker Melchor Ocampo gewidmet.

## Geographie
Das Municipio Bejucal de Ocampo liegt im Süden des mexikanischen Bundesstaats Chiapas auf Höhen zwischen 700 m und 2900 m. Es liegt zur Gänze in der physiographischen Provinz der Cordillera Centroamericana sowie gänzlich in der hydrologischen Region Grijalva-Usumacinta. Die Geologie des Municipios wird zu 76 % von Kalkstein bestimmt bei 24 % schluffigem Sandstein; vorherrschende Bodentypen sind Andosol (62 %) und Regosol (32 %). Etwa 63 % der Gemeindefläche dienen als Weideland, knapp 35 % sind bewaldet.
Das Municipio Bejucal de Ocampo grenzt an die Municipios Bella Vista, Amatenango de la Frontera, Mazapa de Madero, La Grandeza und El Porvenir.

## Bevölkerung
Beim Zensus 2010 wurden im Municipio 7623 Menschen in 1321 Wohneinheiten gezählt. Davon wurden 85 Personen als Sprecher einer indigenen Sprache registriert, davon 81 Sprecher des Mam. Etwa 13 Prozent der Bevölkerung waren Analphabeten. 2188 Einwohner wurden als Erwerbspersonen registriert, wovon ca. 92 % Männer bzw. 1,6 % arbeitslos waren. Knapp 52 % der Bevölkerung lebten in extremer Armut.

## Orte
Das Municipio Bejucal de Ocampo umfasst 34 bewohnte localidades, von denen nur der Hauptort Bejucal de Ocampo (315 Einwohner) vom INEGI als urban klassifiziert ist. Fünf der Orte wiesen beim Zensus 2010 eine Einwohnerzahl von über 500 auf, elf Orte hatten weniger als 100 Einwohner. Die größten Orte sind:
| Ort                | Einwohner |
| Ojo de Agua Centro | 896       |
| Reforma            | 730       |
| Ojo de Agua Grande | 609       |